# 磁山镇
磁山镇，是中华人民共和国河北省邯郸市武安市下辖的一个乡镇级行政单位。

## 行政区划
磁山镇下辖以下地区：
磁山二街村、磁山一街村、花富村、西孔壁村、东孔壁村、中孔壁村、上洛阳村、下洛阳村、刘庄村、西万年村、念头村、西苑城村、崔炉村、寇天井村、明峪村、牛洼堡村、南岗村、吕天井村、申天井村、高天井村、刘天井村、柴天井村、岩山村、万年矿社区、邯郸矿山局机械总厂社区和磁山铁路社区。